# Herbert Kockum
Herbert Frans Henrik Kockum, född 22 juli 1899 i Malmö Sankt Petri församling i Malmöhus län, död 6 december 1960 i Hässelby kyrkobokföringsdistrikt i Stockholm, var en svensk arkitekt.

## Biografi
Herbert Kockum var son till tobaksfabrikören Carl Kockum (1868–1902) och Sigrun Hederström (1875–1945), dotterson till agronomen och fornforskaren Ture Hederström samt sonsons son till industrimannen Frans Henrik Kockum den äldre. Efter studier vid Malmö högre allmänna läroverk bedrev han specialstudier vid Kungliga Tekniska Högskolan (KTH) under åren 1922–1925 varpå han studerade vid Kungliga Konsthögskolan 1925–1927. Han innehade statens resestipendium för arkitekter 1927–1928 samt 1928–1929 och företog studieresor till Tyskland, Frankrike, Italien, Polen och Tjeckoslovakien. Herbert Kockum var sedan biträdande arkitekt hos bland andra professor Erik Lallerstedt och arkitekt Hakon Ahlberg innan han 1930 blev praktiserande arkitekt i Stockholm.
Han var ledamot av Svenska Teknologföreningen 1929–1935.
Mellan åren 1940 och 1951 var han gift med Anna Ståhlnacke (1908–1978). De fick sonen Peter (född 1941) och dottern Cecilia (född 1943). Herbert Kockum är begravd på Sankt Pauli norra kyrkogård i Malmö.

### Arbetsliv
Bland Herberts arbeten märks hyreshus i Stockholm och Malmö, flera privatbostäder på olika platser i landet samt även kyrkor på flera platser i Blekinge. Herbert ritade också en skola i Blekingska Ronneby där han också fick i uppdrag av släktingen Erik Kockum att rita en privatbostad år Erik år 1924. Detta blev den så kallade Kockumvillan som sedan 2015 detaljplaneläggs av Ronneby kommun så som kulturhistoriskt värdefull byggnad. Herbert ritade också ett femtiotal bensinstationer för Svenska Bensin och Petroleum AB (BP). I kvarteret Tomten på södra Fredhäll i Stockholm ritade Kockum tre radhuslängor vilka betraktas som Sveriges första terrasshus. De uppfördes 1935 av Byggnadsfirman Erik Dahl AB som innehades av Erik Dahl. Bebyggelsen i kvarteret Tomten är grönmärkt av Stadsmuseet i Stockholm vilket innebär ”särskilt värdefulla från historisk, kulturhistorisk, miljömässig eller konstnärlig synpunkt”.

## Byggnader ritade av Herbert Kockum
- Bredåkra kyrka
- Kallinge kyrka
- Kvarteret Tomten
- Kockumvillan
- Saxemara kyrka
- Sillhövda kyrka

## Bilder

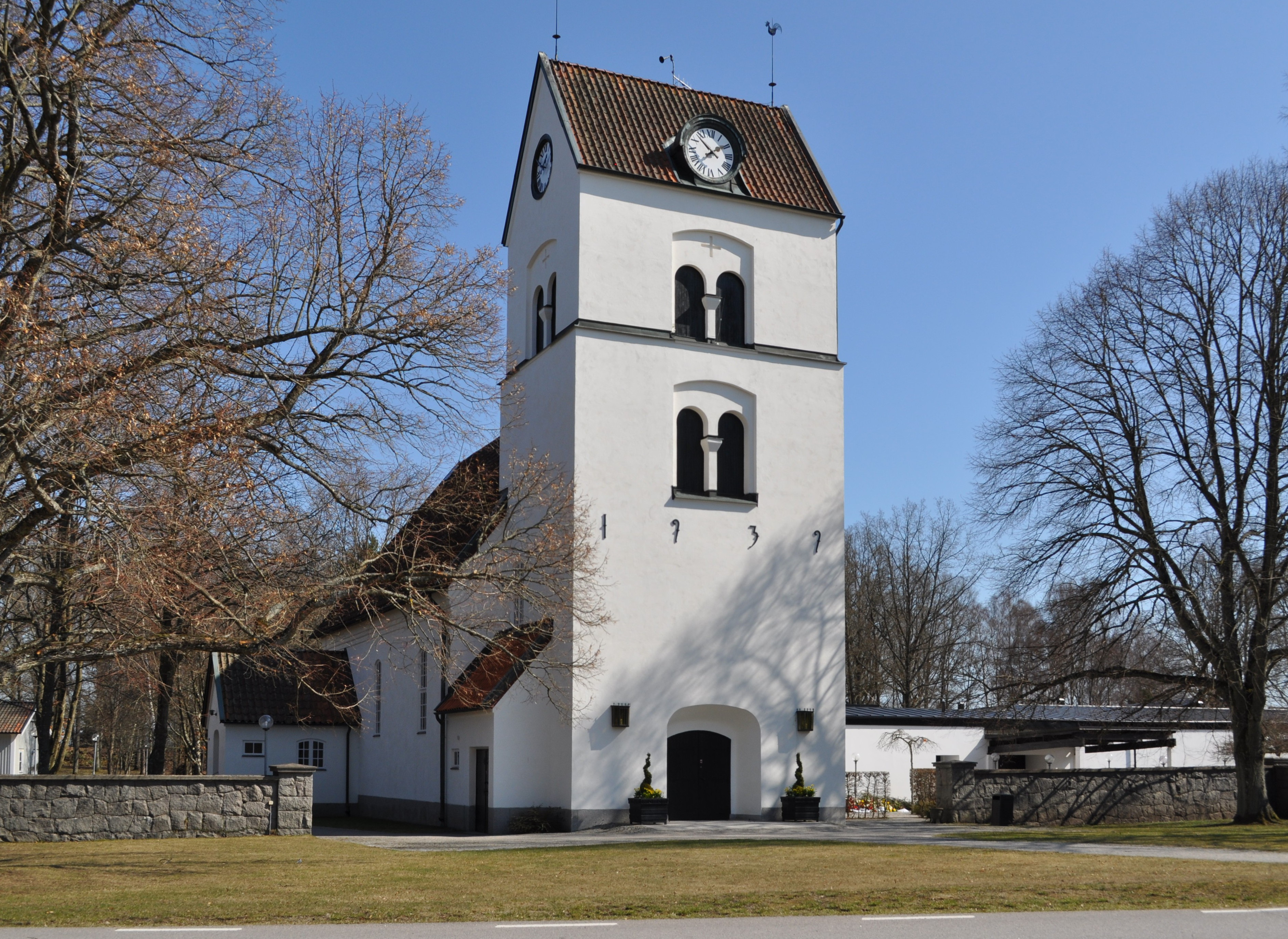
Bredåkra kyrka
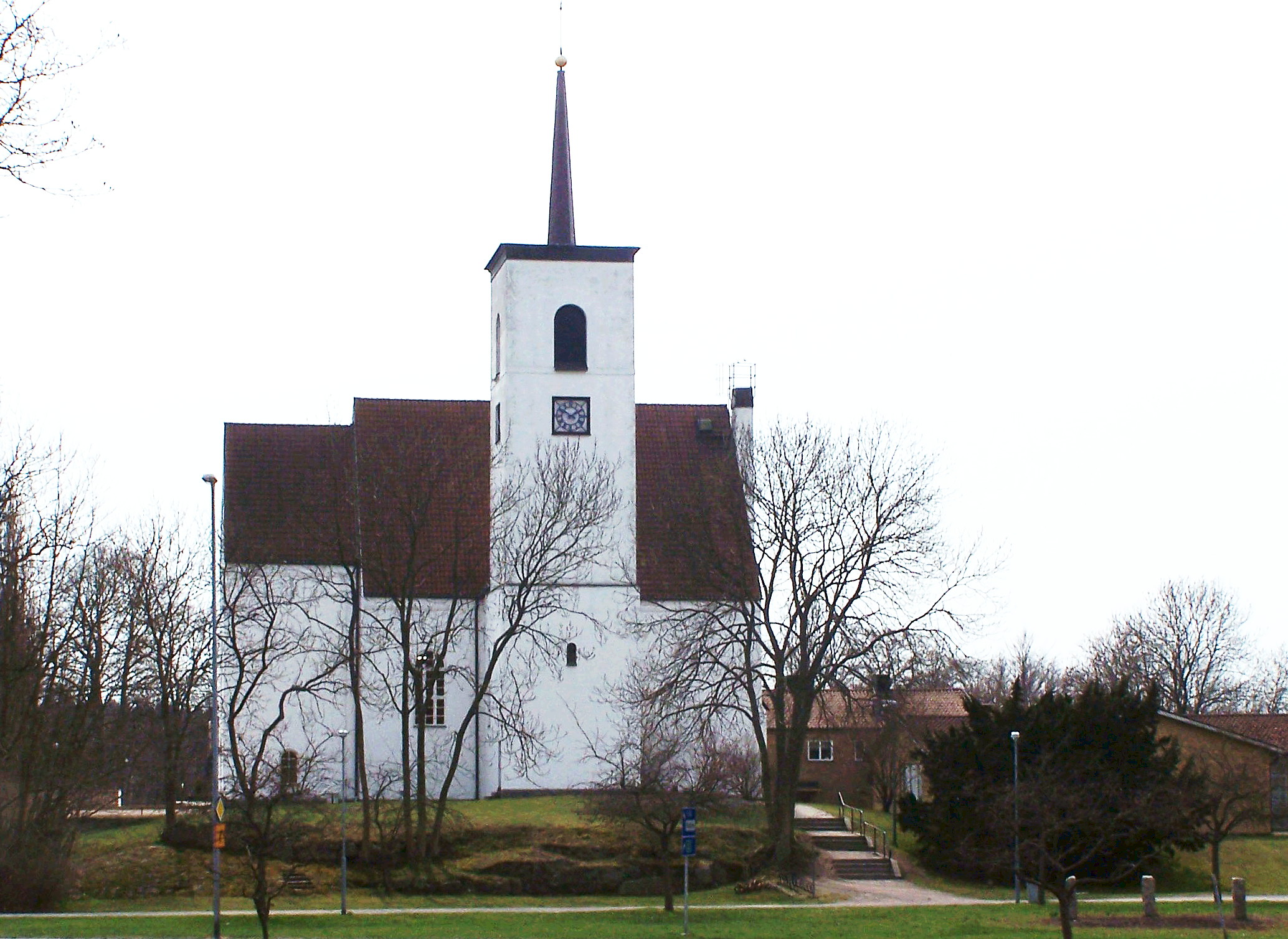
Kallinge kyrka
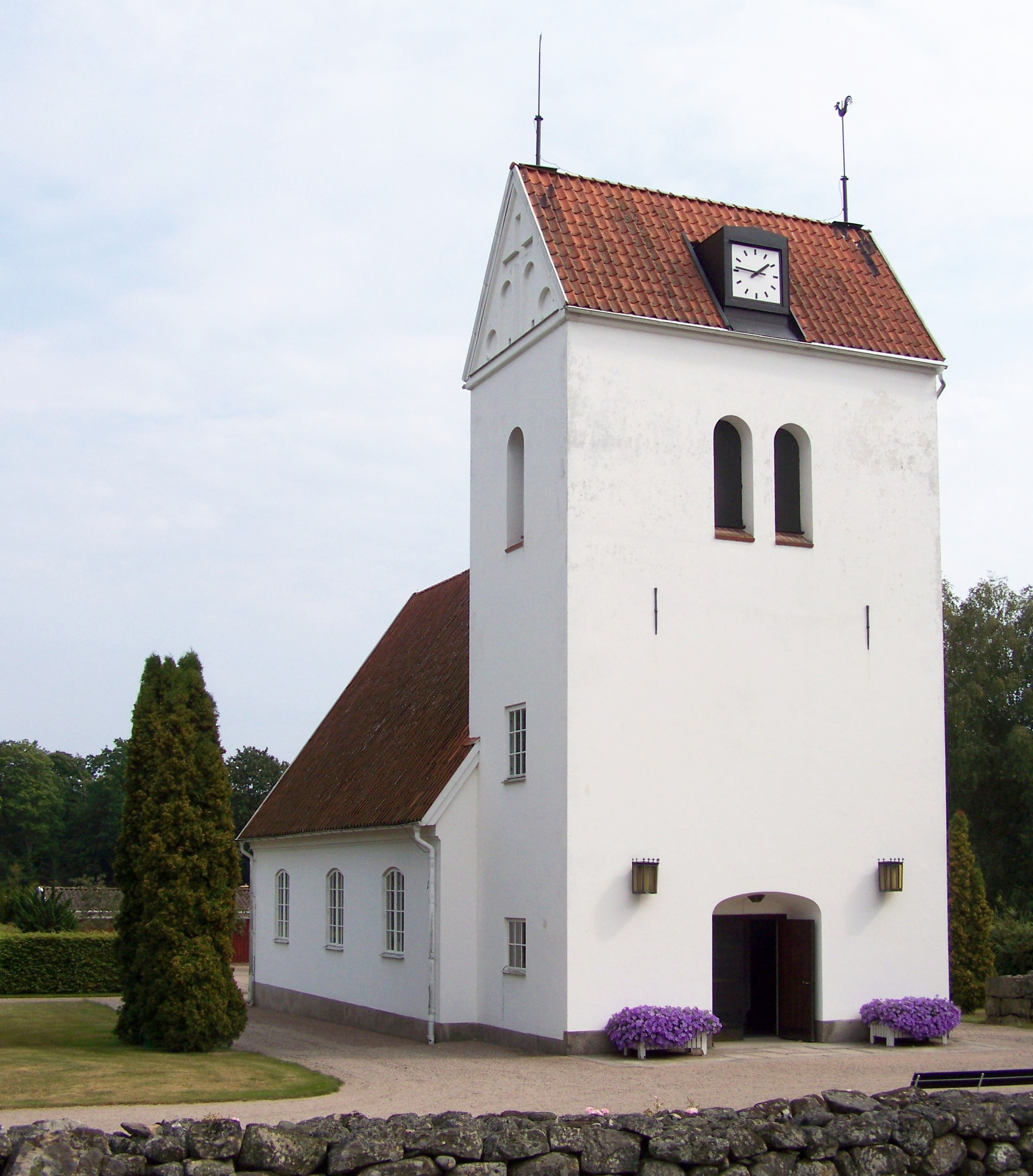
Saxemara kyrka
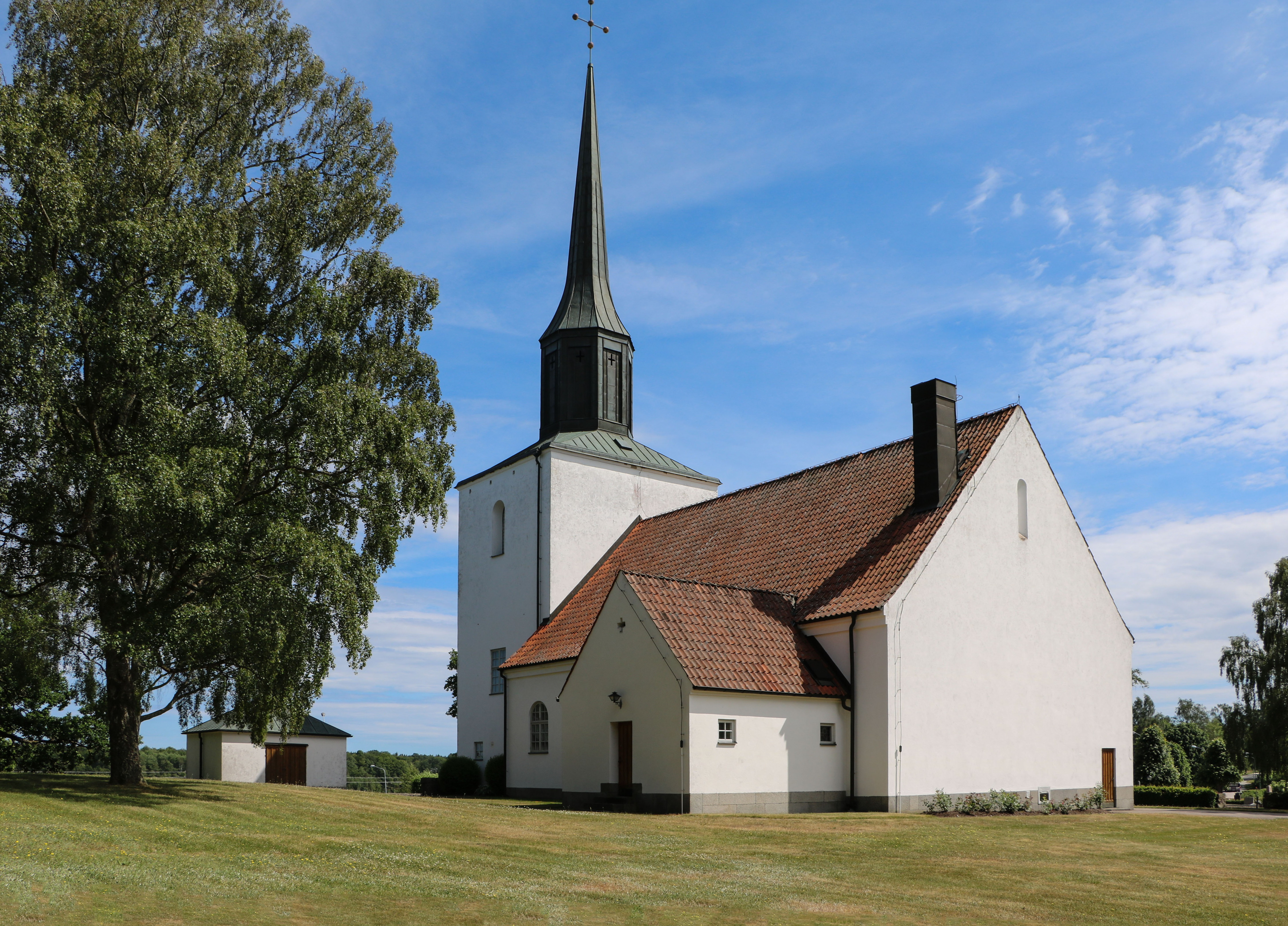
Sillhövda kyrka
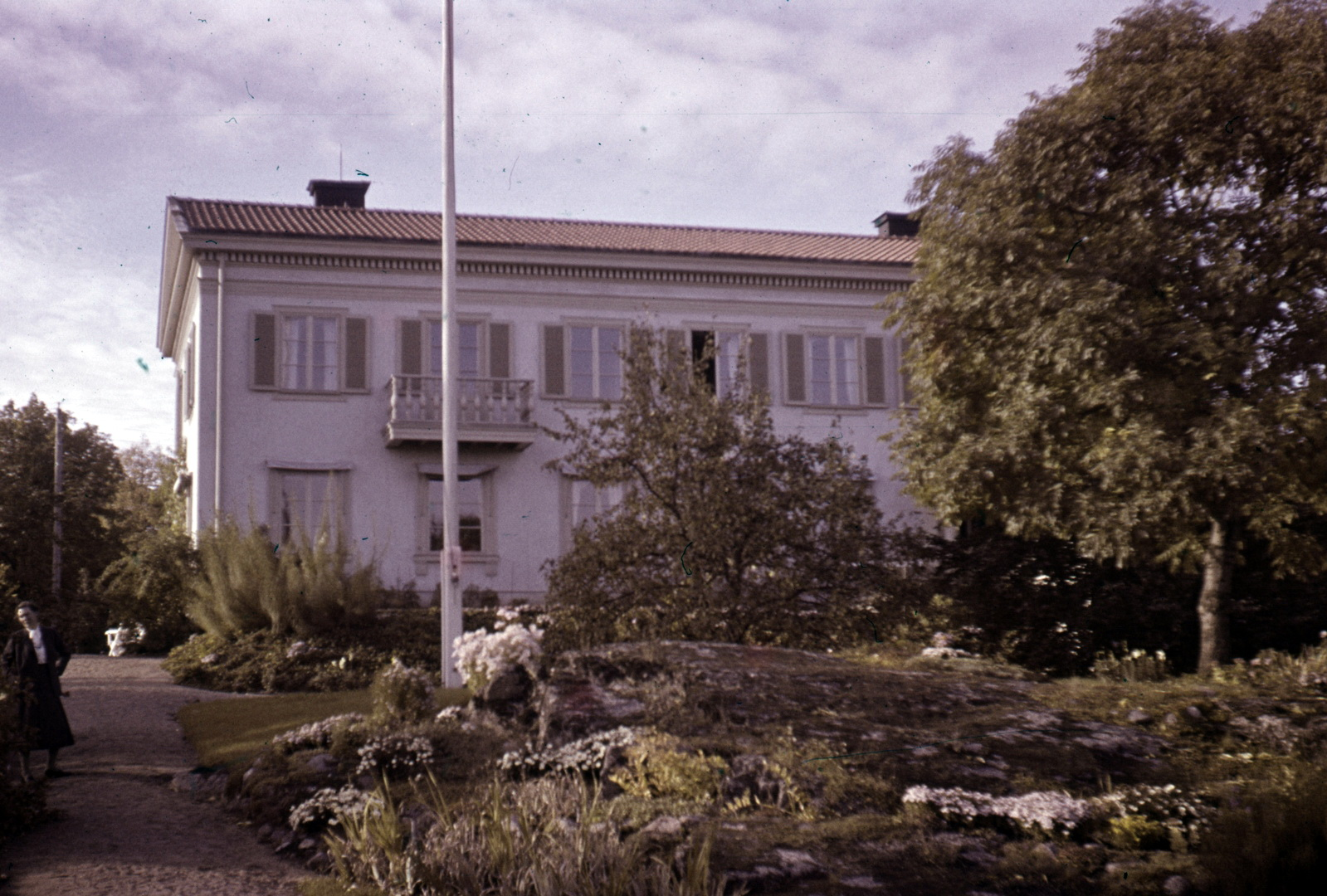
Kockumvillan
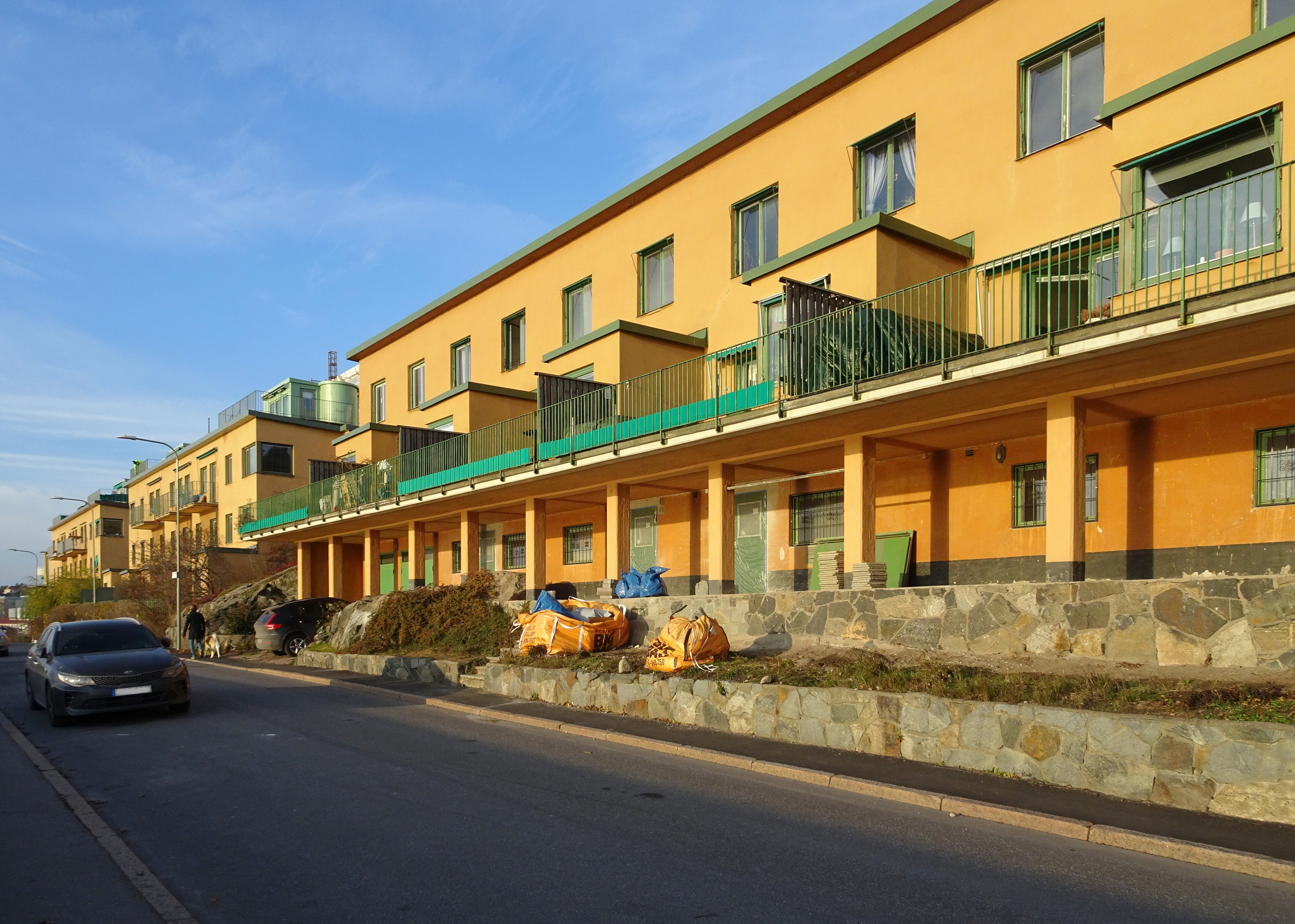
Kvarteret Tomten